# Honiton

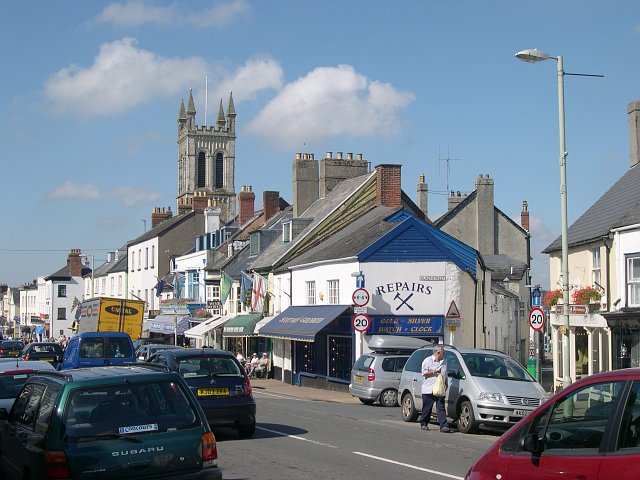
Honiton High Street

Honiton ist eine Kleinstadt in der Grafschaft Devon in England. Sie liegt am Fluss Otter, 27 km nordöstlich von Exeter und gehört zum Distrikt East Devon.
Im Domesday Book, dem Reichsgrundbuch von Wilhelm dem Eroberer aus dem Jahre 1086, wird an dieser Stelle eine Hofstatt mit dem Namen Honetone geführt, was so viel heißt wie „Gehöft eines Mannes namens Huna“.
Die Stadt hat heute eine Bevölkerungszahl von knapp 11.200 Einwohnern und ist ein wichtiger Marktort, der sich mit Klöppelspitze (bobbin lace) und Honiton Tonwaren einen Namen gemacht hat.
Koordinaten: 50° 48′ N, 3° 12′ W

## Partnerstädte
Gronau (Leine) in Niedersachsen ist seit 1987 Partnerstadt von Honiton.

## Söhne und Töchter der Stadt
- Ozias Humphry (1742–1810), Maler
- Edward Williams (1888–1915), Ruderer
- Rose Dugdale (1941–2024), IRA-Terroristin
- Joanne Pavey (* 1973), Mittel- und Langstreckenläuferin
- Marcus Wyatt (* 1991), Skeletonpilot